# Franziskus von Bettinger

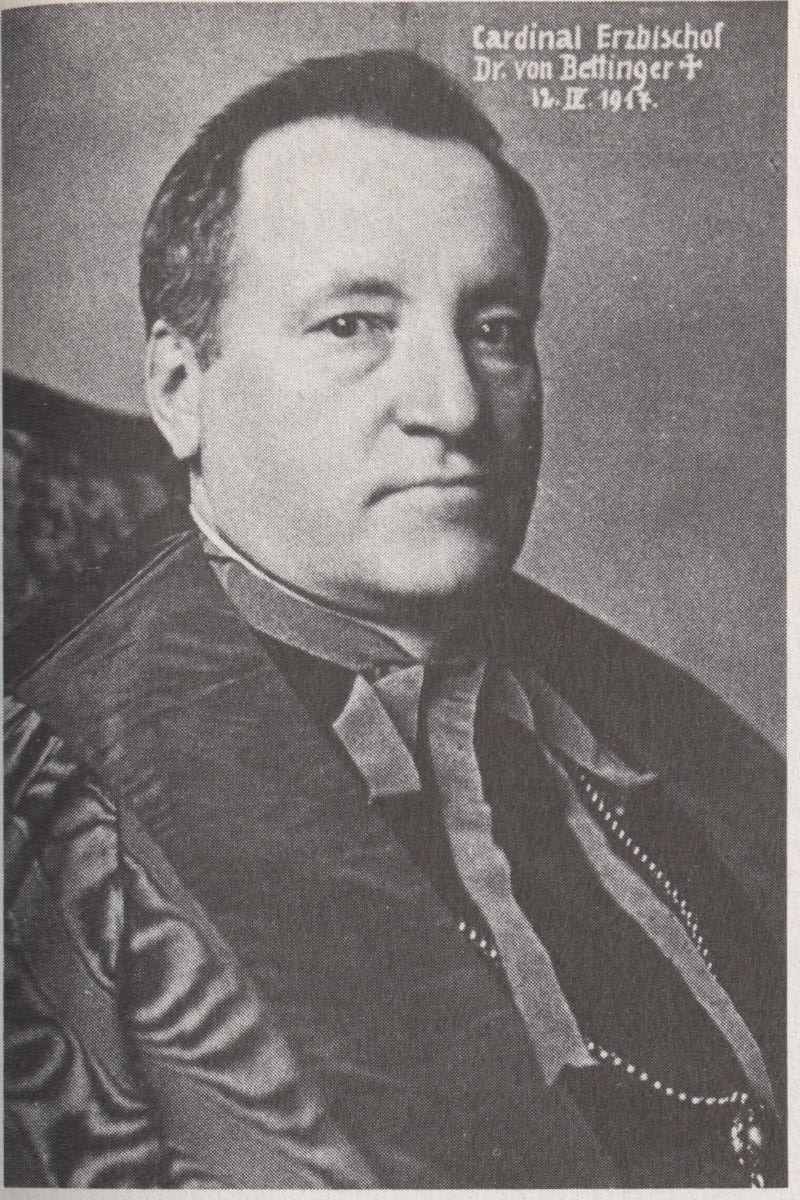
Kardinal Franz von Bettinger

Bettingers Kardinalswappen als Erzbischof von München und Freising

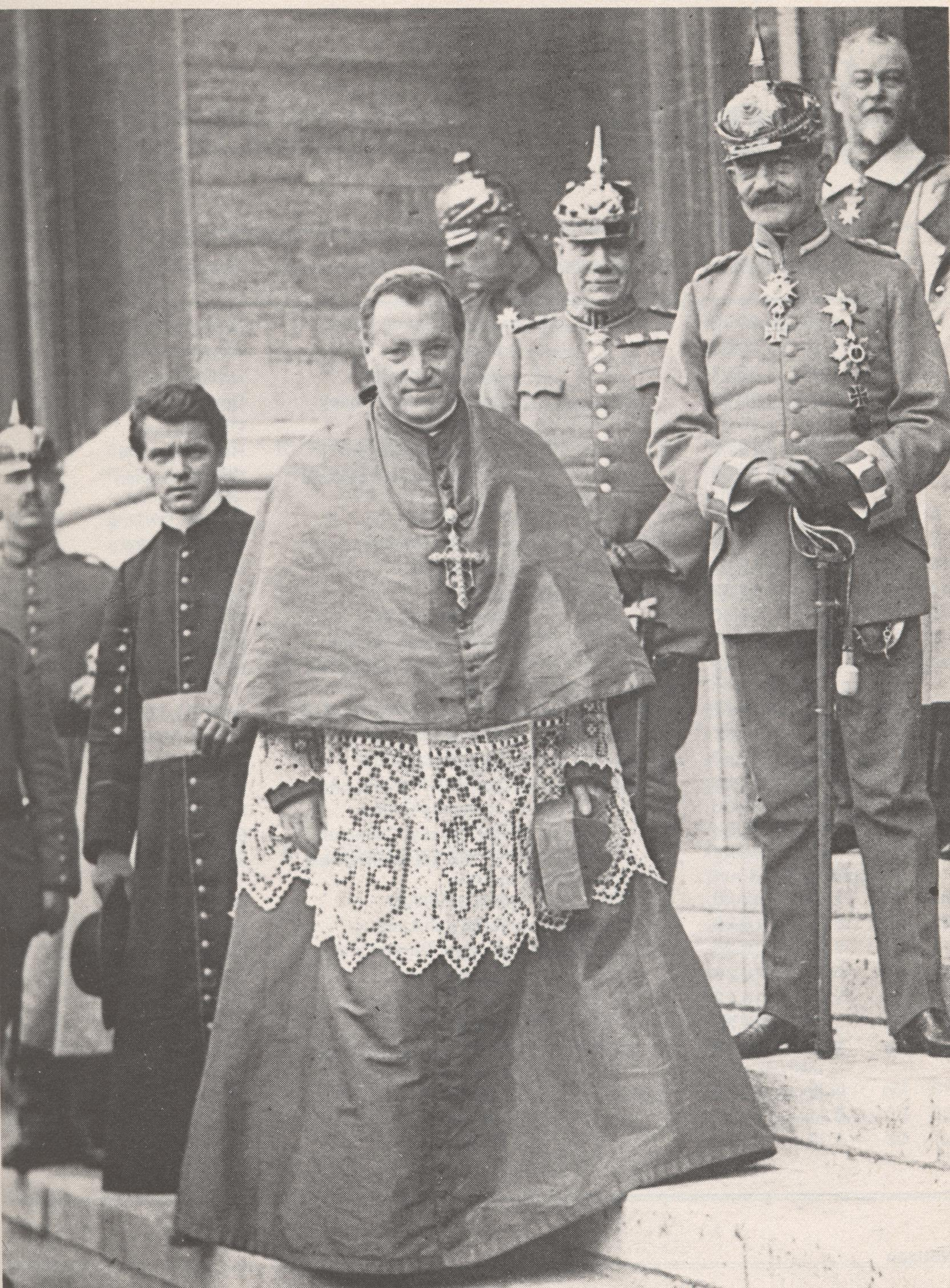
Kardinal Bettinger 1916, vor der Kathedrale von Brüssel. Links sein Sekretär Michael Buchberger, rechts Freiherr Moritz von Bissing, Generalgouverneur von Belgien

Franziskus Kardinal von Bettinger (* 17. September 1850 in Landstuhl, Pfalz; † 12. April 1917 in München) war Erzbischof von München und Freising sowie Kardinal.

## Leben

### Herkunft und erstes Wirken in der Diözese Speyer
Franz Bettinger war das älteste von sechs Kindern des Hufschmieds Franz Michael Bettinger und Maria Josephine Weber. Im Jahr 1864 trat er als Schüler in das Bischöfliche Konvikt zu Speyer ein, 1869 absolvierte er dort das Gymnasium mit brillanten Zensuren; es war ihm sogar erlaubt worden, eine Klasse zu überspringen. Die Universitätsstudien in Philosophie, Theologie und kanonischem Recht führten ihn nach Würzburg, wo er sich der farbentragenden, katholischen Studentenverbindung „Markomannia“ anschloss, und nach Innsbruck. Er war seit 1869 Mitglied der katholischen Studentenverbindung AV Austria Innsbruck und seit 1871 der KDStV Markomannia Würzburg im CV. Später wurde er noch Mitglied der KDStV Aenania München im CV und Ehrenmitglied der KSStV Alemannia München im KV.
Am 17. August 1873 empfing Franziskus Bettinger in Speyer die Priesterweihe durch Bischof Daniel Bonifatius von Haneberg OSB, vormals Benediktinerabt in München und Erzieher der Könige Ludwig II. und Ludwig III. von Bayern.
Bettinger wirkte zunächst als Kaplan in Zweibrücken (1873–1877) und in Kaiserslautern (1877–1878) sowie als Kooperator in Reichenbach (1878–1879), bevor er 1879 seine erste eigene Pfarrstelle als Administrator und später Pfarrer in Lambsheim antrat (1879–1888). Das dortige Pfarrhaus in der Marktstraße Nr. 3 (späteres Schuhhaus Eisenbarth) ist erhalten. Ab 1882 bis 1895 war er zusätzlich als Distriktschulinspektor für die katholischen Schulen und Simultanschulen im Bezirk Frankenthal. In dieser Position war er respektiert und fand auch bei höheren Stellen Anerkennung; die Pädagogischen Blätter konstatierten später: „Er erfreute sich dauernder Beliebtheit bei allen Lehrern beider Konfessionen“.
1888 wechselte Bettinger von Lambsheim ins nahe Roxheim, wo er bis 1895 Pfarrer blieb und sein Amt als Frankenthaler Distriktschulinspektor beibehielt. Seine Eltern lebten hier mit ihm im Pfarrhaus; die Mutter starb dort am 8. September 1890 und liegt auf dem Roxheimer Friedhof begraben. Der Vater starb 1903 in Speyer, wohin er seinem Sohn gefolgt war. 1890 erhielt Bettinger den Ehrentitel „Königlicher Geistlicher Rat“.

### Domkapitular und Domdekan in Speyer
Infolge seiner hohen Fähigkeiten und seines allgemeinen Ansehens als Schulinspektor brachte ihn der Frankenthaler Bezirksamtmann (Landrat) Geib gegenüber Prinzregent Luitpold für eine Stelle als Domkapitular ins Gespräch. Die Ernennung erfolgte am 21. Mai 1895 und Franz Bettinger übersiedelte von Roxheim nach Speyer, wo ihn alsbald das Domkapitel auch zum Dom- und Stadtpfarrer erwählte. Besonders im Schul- und Bauwesen erwarb er sich bleibende Verdienste um die Bischofsstadt, vor allem durch den Bau des Vincentiuskrankenhauses und die Planung der St.-Josephs-Kirche. Stark engagiert war der Dompfarrer auch in der Jugend- und Arbeiterseelsorge, im christlichen Gewerkschaftsbund und im kirchlichen Vereinswesen. Eine gewichtige Rolle spielte Bettinger nicht zuletzt in der Zentrumspartei. Der Sozialdemokrat Friedrich Profit nannte ihn später einmal den „Sprecher des pfälzischen Zentrums“. Als Kind armer Leute blieb er zeitlebens sehr sensibel für die Nöte und Sorgen der Arbeiter. Dieses besondere Verständnis war wohl mit ursächlich dafür, dass er sich nicht scheute, Kontakte zur SPD anzubahnen, um mit ihr gemeinsam die Vormachtstellung der Nationalliberalen Partei zu brechen, die einerseits die Interessen der vermögenden Großindustriellen und Großagrarier vertrat, andererseits aber auch weitgehend katholikenfeindlich war. Pfarrer Bettinger organisierte 1899 geheime Treffen der pfälzischen Zentrums- und SPD-Spitzenfunktionäre im Speyerer Dompfarramt und fädelte den sogenannten „Pfälzer Kompromiss“ ein, jenes legendäre Bündnis der beiden Parteien, das der Nationalliberalen Partei in der folgenden Landtagswahl eine herbe Schlappe zufügte und eine Periode zehnjähriger gegenseitiger Wahlunterstützung einleitete. Wider Erwarten zogen für die katholische Zentrumspartei der Deidesheimer Bürgermeister Julius Siben (Bettingers Klassenkamerad) und der Speyerer Domkapitular Sigmund Joseph Zimmern, für die SPD Joseph Huber und der sogenannte „Pfalzgraf“ Franz Josef Ehrhart aus dem südpfälzischen Eschbach in den bayerischen Landtag ein.
Anfang 1909 avancierte Franz Bettinger zum Speyerer Domdekan. Kaum war er in sein neues Amt eingeführt, schlug ihn Prinzregent Luitpold auf Anraten von Kultusminister Wehner gegenüber dem Heiligen Stuhl als Wunschkandidaten für den verwaisten Erzbischofssitz von München-Freising vor. Der ahnungslose Domdekan Bettinger wurde von dem Minister zu einer Besprechung nach Stuttgart – etwa auf halber Strecke zwischen München und Speyer – gebeten. Dort eröffnete man ihm das Ansinnen der bayerischen Staatsregierung. Sein Sekretär, der spätere Kardinal Konrad Graf von Preysing, berichtet darüber in seinen Erinnerungen:

„Längerer Überredung hatte es seitens des Kultusministers von Wehner bedurft, um den Nichtsahnenden zur Annahme des erzbischöflichen Sitzes von München und Freising zu bewegen; nur die Äußerung des Ministers, er habe seinerseits alles getan, was ihm das Wohl von Kirche und Staat zu raten scheine – bleibe Bettinger bei seiner Weigerung, so falle auf ihn die Verantwortung für eine ungünstige Lösung der Münchner Erzbischofsfrage – vermochte seinen Widerstand zu überwinden.“

In Übereinstimmung mit Papst Pius X. ernannte Prinzregent Luitpold den Speyerer Domherrn daraufhin am 23. Mai 1909 zum Erzbischof von München und Freising.

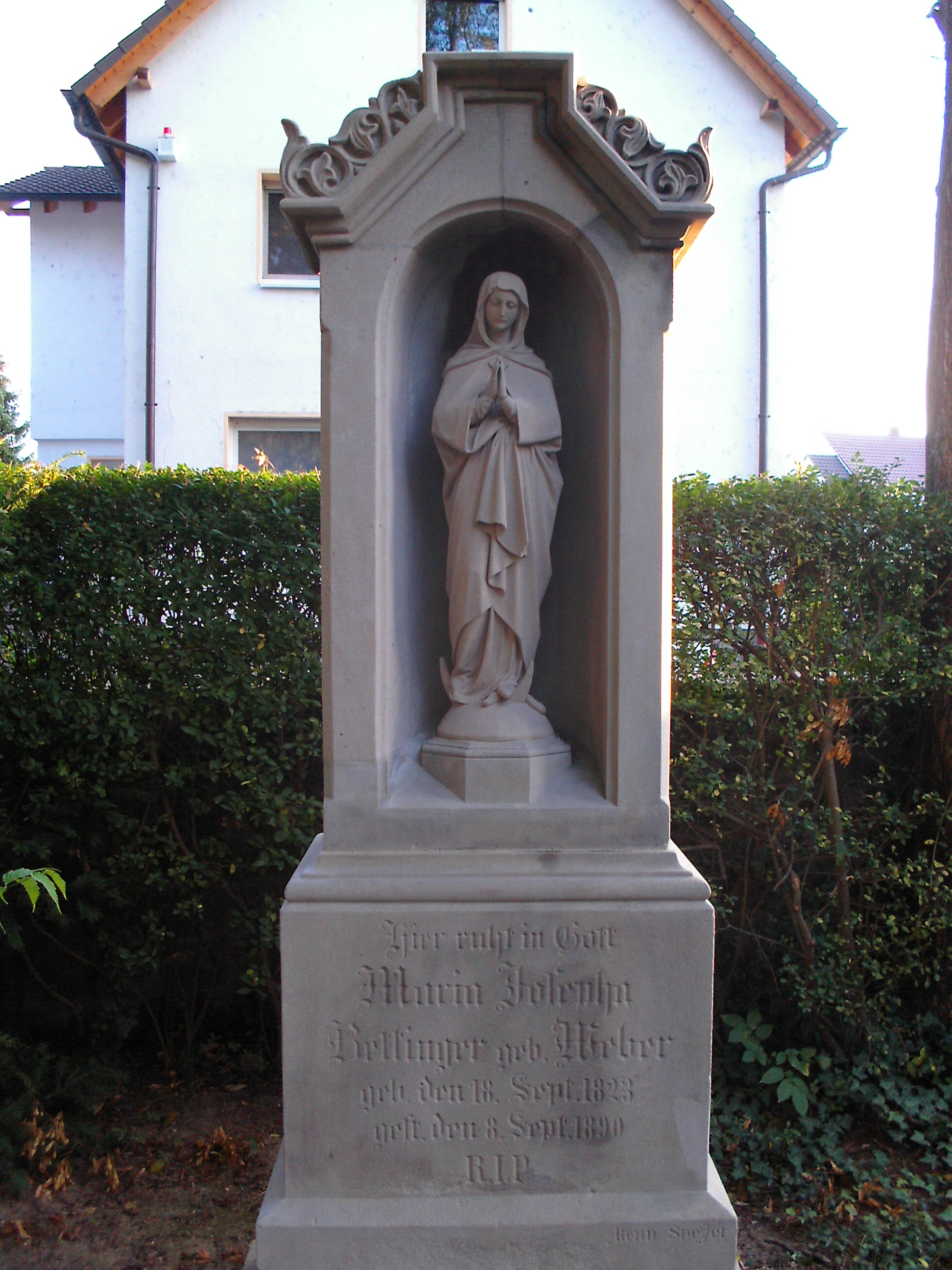
Grab der Mutter, Friedhof Roxheim. Der Kardinal ließ diesen Grabstein fertigen, besuchte die Grabstätte öfter und alle Speyerer Bischöfe beteten stets davor, wenn sie zur Firmung in den Ort kamen. Die alte Tradition wurde nach längerer Unterbrechung, im Jahre 2006, von Weihbischof Otto Georgens wieder aufgenommen.

Die letzte Feierlichkeit, an der Franziskus Bettinger vor seiner Übersiedlung nach München noch in der Heimat teilnahm, waren die Priesterweihen im Speyerer Dom am 1. August 1909. Am 5. August nahm Bettinger Abschied von Speyer; an den beiden folgenden Tagen besuchte er seine Heimatstadt Landstuhl und seine frühere Pfarrei Roxheim mit dem Grab seiner Mutter. Den Sonntag verbrachte er zusammen mit Bischof Konrad von Busch, bevor er tags darauf, am 9. August, nach dem bayerischen Nationalheiligtum Altötting abreiste, um sich dort für eine kurze Zeitspanne zurückzuziehen.

### Kardinal-Erzbischof von München und Freising
Am 15. August 1909 (Hochfest Mariä Himmelfahrt) empfing Franziskus Bettinger im Liebfrauendom zu München die Bischofsweihe durch den Apostolischen Nuntius Andreas Frühwirt, unter Assistenz der Bischöfe von Augsburg, Maximilian von Lingg, und von Passau, Freiherr Sigismund von Ow. Zu seinem bischöflichen Wahlspruch erklärte er das Motto: „Pax in Virtute“ („Kraftvoll im Frieden“). In München machte in jenen Tagen der Scherz die Runde, die höchsten Autoritäten in der Stadt stammten nunmehr alle aus der Pfalz – Oberbürgermeister Wilhelm Ritter von Borscht aus Speyer, der Erzbischof aus Landstuhl und der Prinzregent aus Zweibrücken (als Abkömmling des wittelsbachischen Familienzweiges Pfalz-Zweibrücken). Bettinger wurde zum „Reichsrat der Krone Bayerns“ ernannt und erhielt 1910 das Ritterkreuz des Verdienstordens der Bayerischen Krone, verbunden mit dem persönlichen Adelsstand; der Papst zeichnete ihn am 8. Dezember 1911 mit dem Pallium aus. 1912 bettete der Metropolit den fast 92-jährigen Prinzregenten Luitpold zur letzten Ruhe, am 12. November 1913 geleitete er dessen Sohn, Prinz Ludwig, als Ludwig III., feierlich in sein Königsamt (eine Krönung gab es in Bayern nicht, da die Krone nur Symbol war). Am 25. Mai 1914, kurz vor Ausbruch des Ersten Weltkriegs, ernannte Papst Pius X. den Münchner Oberhirten zum ersten Kardinal in der Geschichte des Erzbistums (Kardinalpriester mit der Titelkirche San Marcello). Schon vier Monate später nahm Franziskus von Bettinger in dieser Eigenschaft am Konklave teil, das am 3. September 1914 Giacomo della Chiesa, der mit ihm zusammen Kardinal geworden war und im Konklave neben ihm saß, als Benedikt XV. zum Papst wählte. Es wird überliefert, dass Benedikt XV. sein Amt erst annahm, nachdem ihm der befreundete Bettinger Mut zugesprochen hatte.

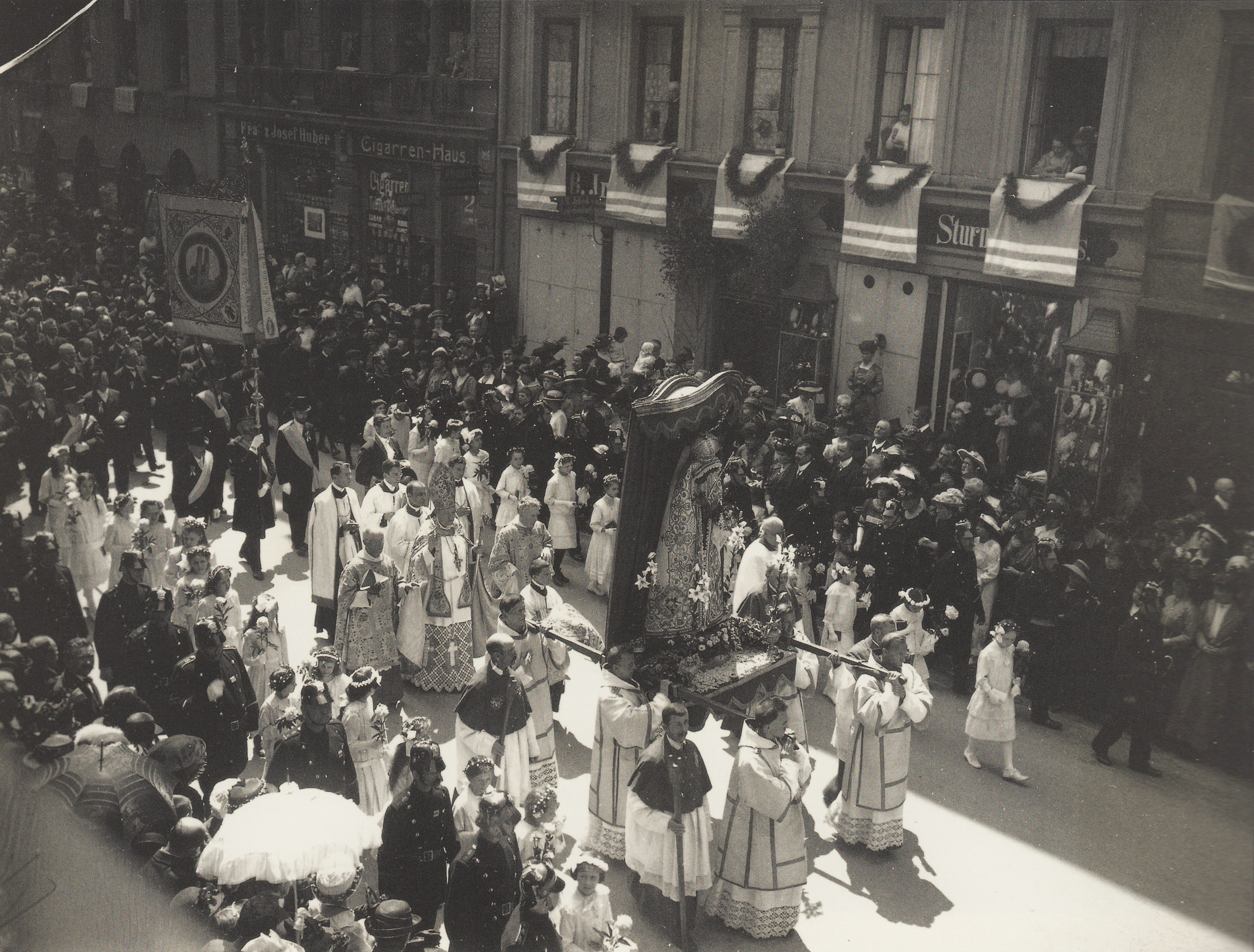
Franz v. Bettinger führt 1915 eine Fronleichnamsprozession durch die Münchner Herzogspitalstraße

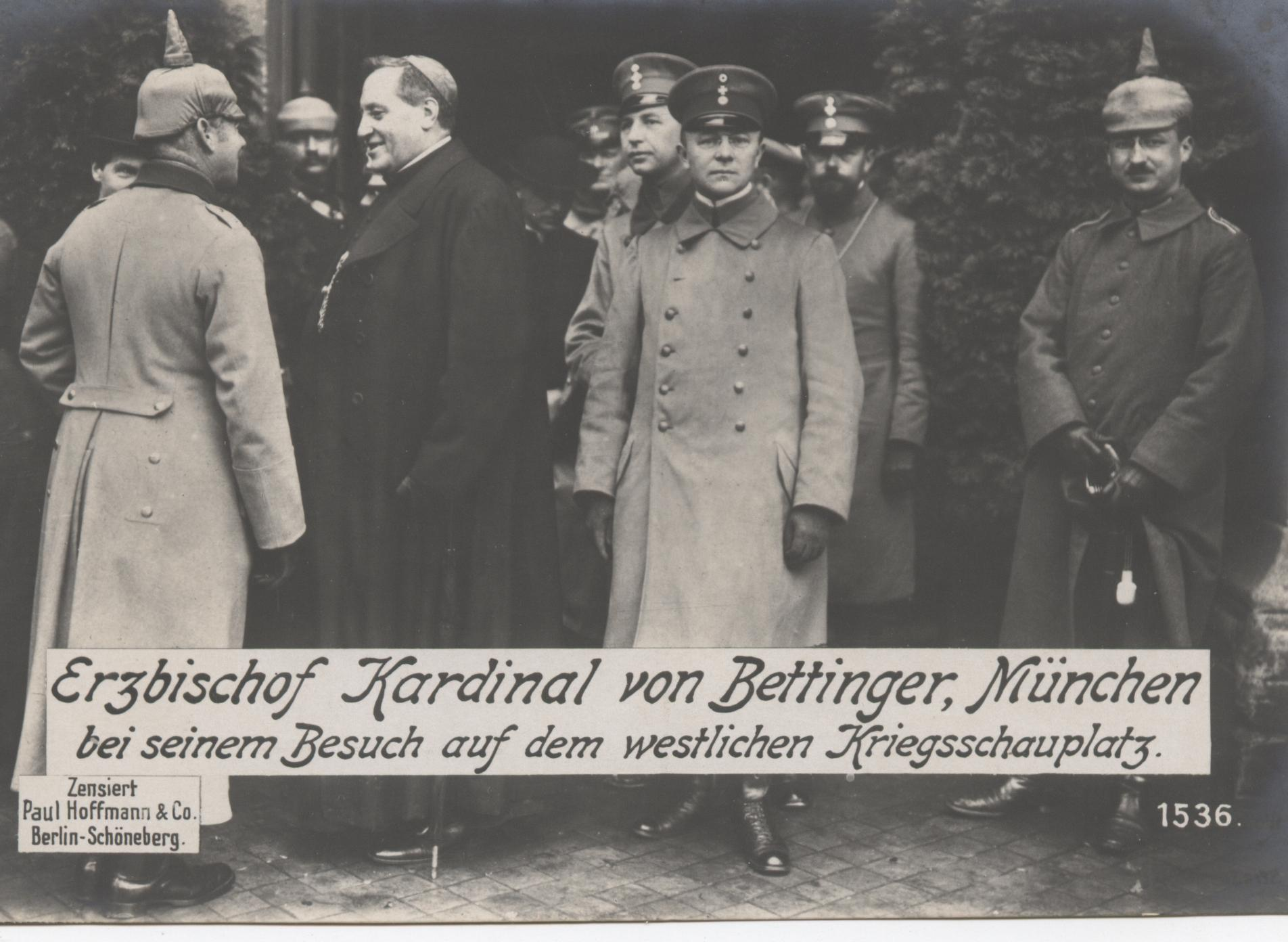
Frontbesuch 1916. Rechts vom Kardinal, mit hellem Mantel in die Kamera blickend, der Sekretär Konrad von Preysing; links hinter diesem, nur mit Kopf zu sehen, der andere Sekretär Michael Buchberger.

Die rasche Bevölkerungsentwicklung der bayerischen Landeshauptstadt erforderte die Schaffung neuer Pfarreien und den Bau zusätzlicher Kirchen. Der Erzbischof, in einer Handwerkerfamilie aufgewachsen, kümmerte sich rastlos um viele Details, was ihm auch den Beinamen „Kardinal mit dem Zollstock“ eintrug. Mit Ausbruch des Weltkriegs übernahm er überdies das Amt des „Bayerischen Feldpropstes“, des höchsten bayerischen Feldgeistlichen. Auch diese weitere Aufgabe versuchte er gewissenhaft zu erfüllen. Obwohl Bettinger seit 1912 um eine ernste Herzerkrankung wusste, begab er sich im Herbst 1916 zu einem strapaziösen Besuch der bayerischen Truppen an der Westfront. Er wollte die ihm anvertrauten Soldaten in ihrer Not nicht allein lassen, sondern sie durch sein persönliches Erscheinen ermutigen und trösten. Über diese Front-Seelsorgefahrt des Kardinals erschien später unter dem Buchtitel Im Purpur bei den Feldgrauen der Erlebnisbericht seines ihn begleitenden Sekretärs Michael Buchberger (nachmals Bischof von Regensburg). In der Liller Kriegszeitung stand über ihn Folgendes: „Möge [den Soldaten] diese tiefe Glaubenstreue und Glaubenstiefe [des Kardinals] Kraft und Trost geben in den schweren Stunden.“ Laut dem Kirchenhistoriker Hans-Jörg Nesner war bei Bettinger eine Ideologisierung seiner Predigten durch die Verbindung von Glaube und Krieg unverkennbar. Erzbischof Bettingers letzter Hirtenbrief würdigt die Einführung des Festes „Patrona Bavariae“ – „Maria Schutzfrau Bayerns“ auf Antrag von König Ludwig III.

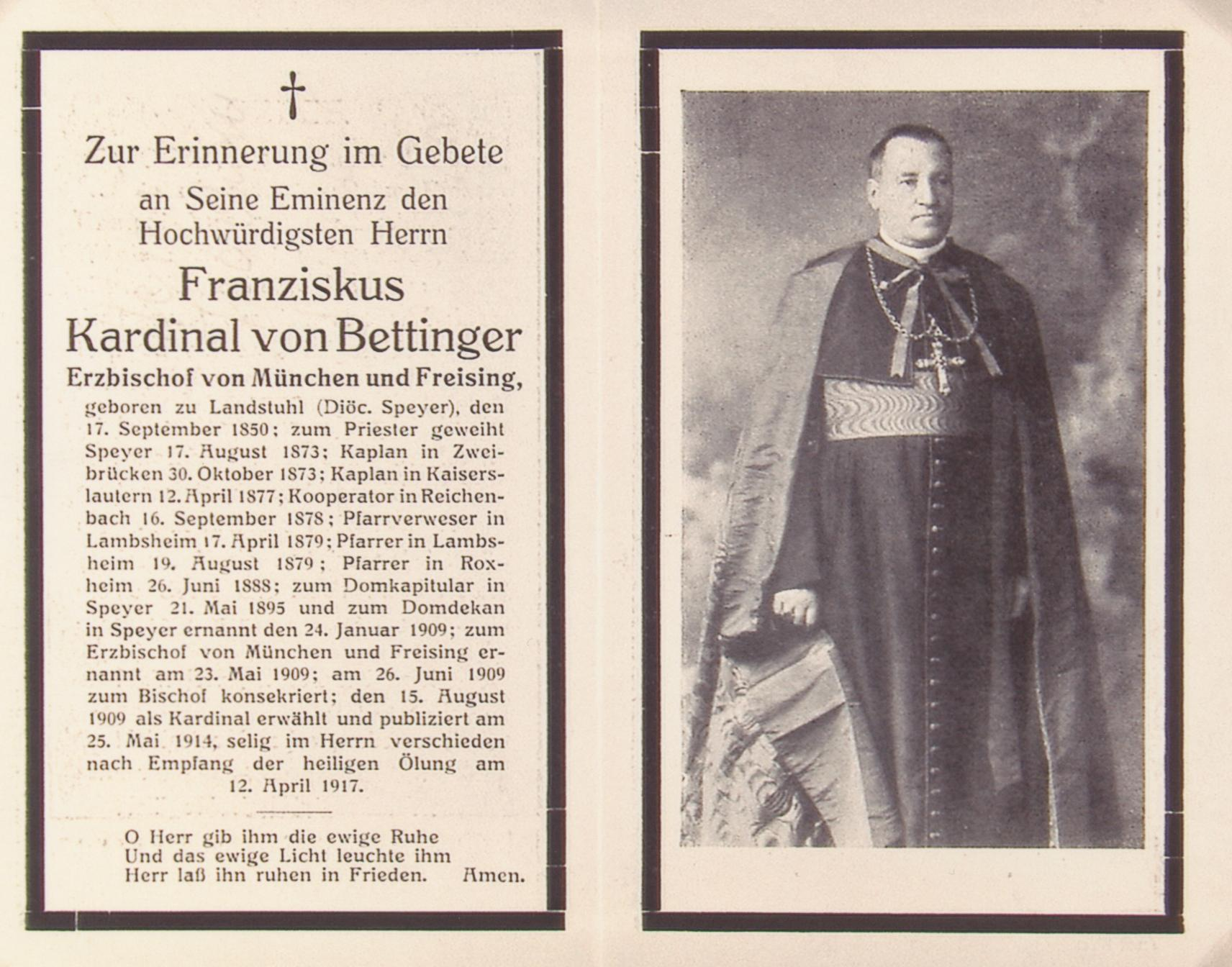
Kardinal Bettinger, Sterbebildchen, 1917

### Tod und Erinnerung
Kardinal-Erzbischof Franziskus von Bettinger starb am 12. April 1917 in seinem Münchner Palais am plötzlichen Herztod. Er hatte am Morgen die Heilige Messe gelesen, machte dann einen Besuch bei dem todkranken Apostolischen Nuntius Giuseppe Aversa, von wo er sichtlich erschüttert zurückgekehrt sei. Um 10 Uhr gab er noch eine Audienz. Gegen 11 Uhr fand der Hausdiener den Kardinal regungslos vor seinem Lehnstuhl auf dem Boden liegen. Der schnell herbeigerufene Sekretär Graf Konrad von Preysing (der spätere Kardinal-Bischof von Berlin) spendete ihm rasch die Krankensalbung. Ein inzwischen erschienener Arzt konnte nur noch den schon eingetretenen Tod feststellen. Sein Nachfolger wurde der damalige Speyerer Bischof Michael von Faulhaber.
An der Beisetzung Kardinal von Bettingers im Münchner Liebfrauendom nahm außer einer Abordnung des Speyerer Domkapitels auch der aus Lambsheim stammende Priester Franz Joseph Gebhardt (1869–1945) teil, der seinem früheren Dorfpfarrer die letzte Ehre erweisen wollte. Er wurde 1918 Bettingers Nachfolger als Domkapitular und Speyerer Dompfarrer.
Konrad Graf von Preysing, langjähriger Sekretär des Erzbischofs, später namhafter Gegner des NS-Regimes und Kardinal-Bischof von Berlin, veröffentlichte 1918 das Gedenkbuch Kardinal Bettinger nach persönlicher Erinnerung. Darin gab er über ihn die Kurzcharakteristik ab, die seinem gesamten Wirken zu Grunde liegt: „Kardinal Bettinger hat seine eigene Person im Dienste seiner Herde vergessen.“
Im Liebfrauendom zu München, der auch Bettingers Grab birgt, steht links vom Hauptportal seine Marmorstatue mit Kardinalshut, die im Zweiten Weltkrieg stark beschädigt, aber wieder restauriert wurde. Die Gemeinde Landstuhl errichtete 1966 an der Stelle von Bettingers Geburtshaus, wo sich damals der Schulhof der Grundschule befand, eine Bronze-Gedenktafel mit seinem Bild. In einem Neubaugebiet des Ortes gibt es eine „Kardinal-von-Bettinger-Straße“. Auch Bobenheim-Roxheim gedachte seines berühmt gewordenen Pfarrers, indem es eine Straße nach ihm benannte.
Kardinal Bettingers Neffe, Pater Justin Bettinger OFMCap (1887–1947), empfing von ihm am 14. Juli 1913 in München die Priesterweihe. Er war 1925 unter den Gründern des Kapuzinerklosters in Blieskastel im Saargebiet, dessen wiederholter und langjähriger Hausoberer er wurde.

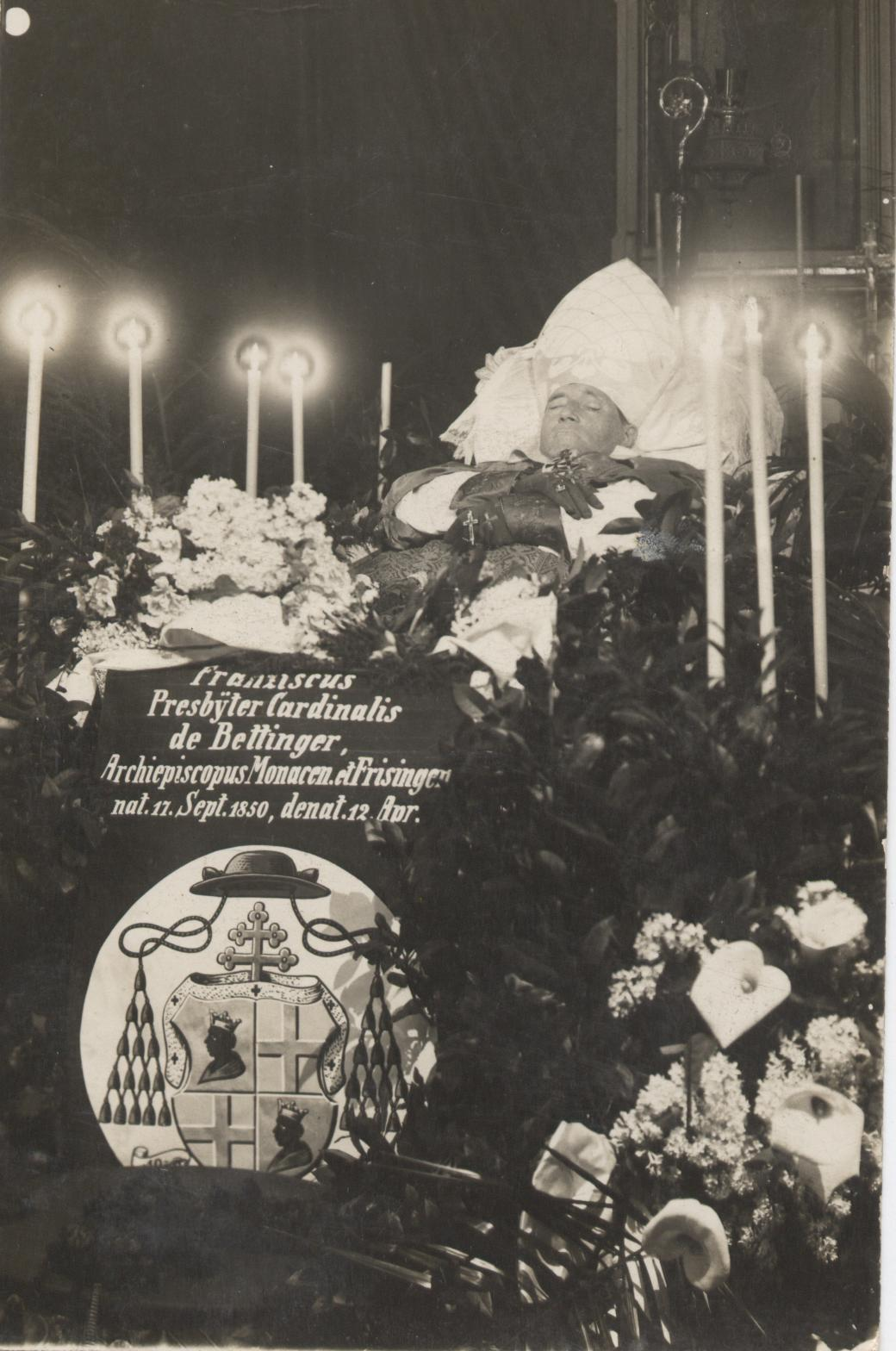
Kardinal Bettinger, aufgebahrt, 1917
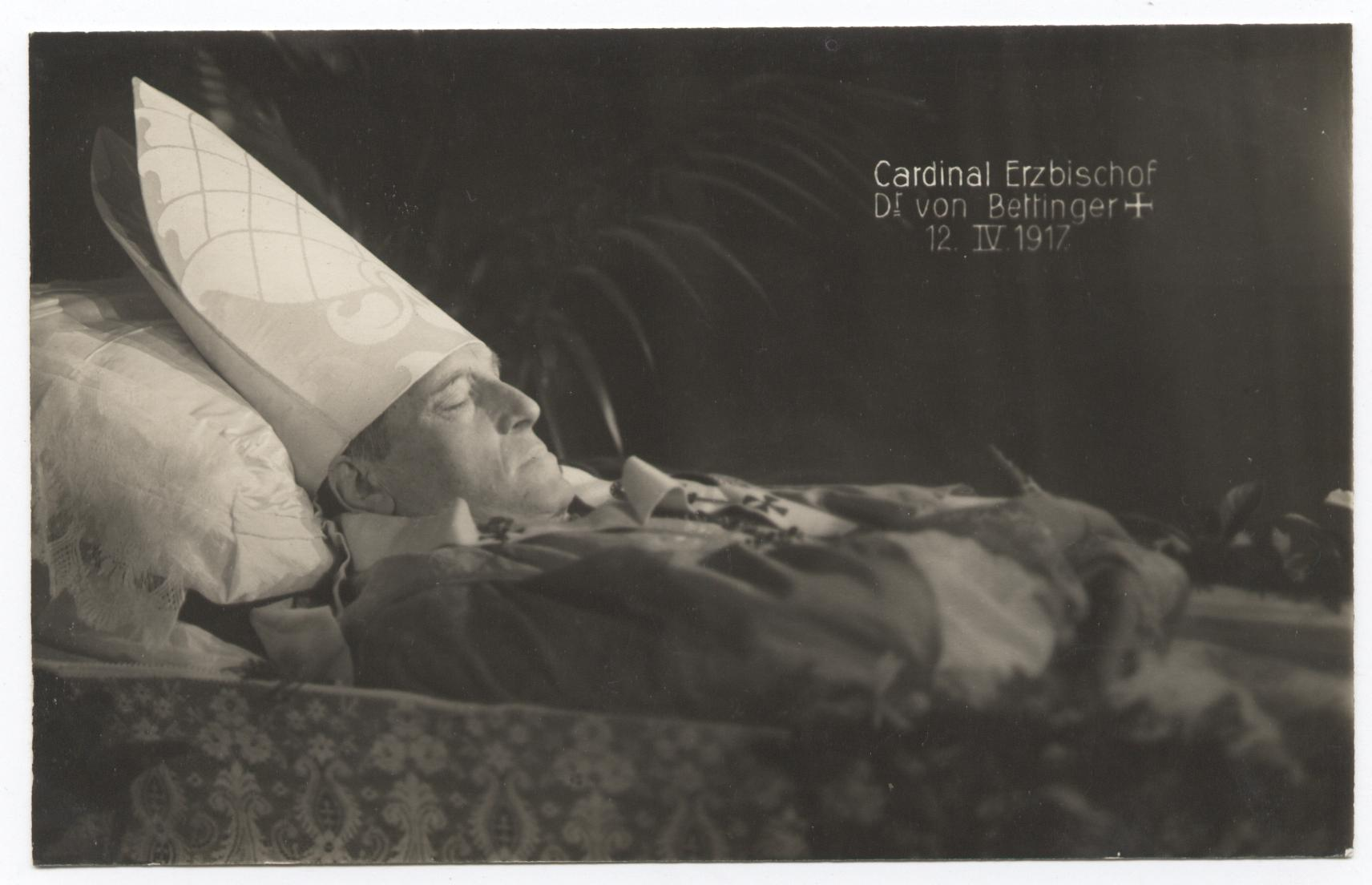
Kardinal Bettinger, aufgebahrt, 1917
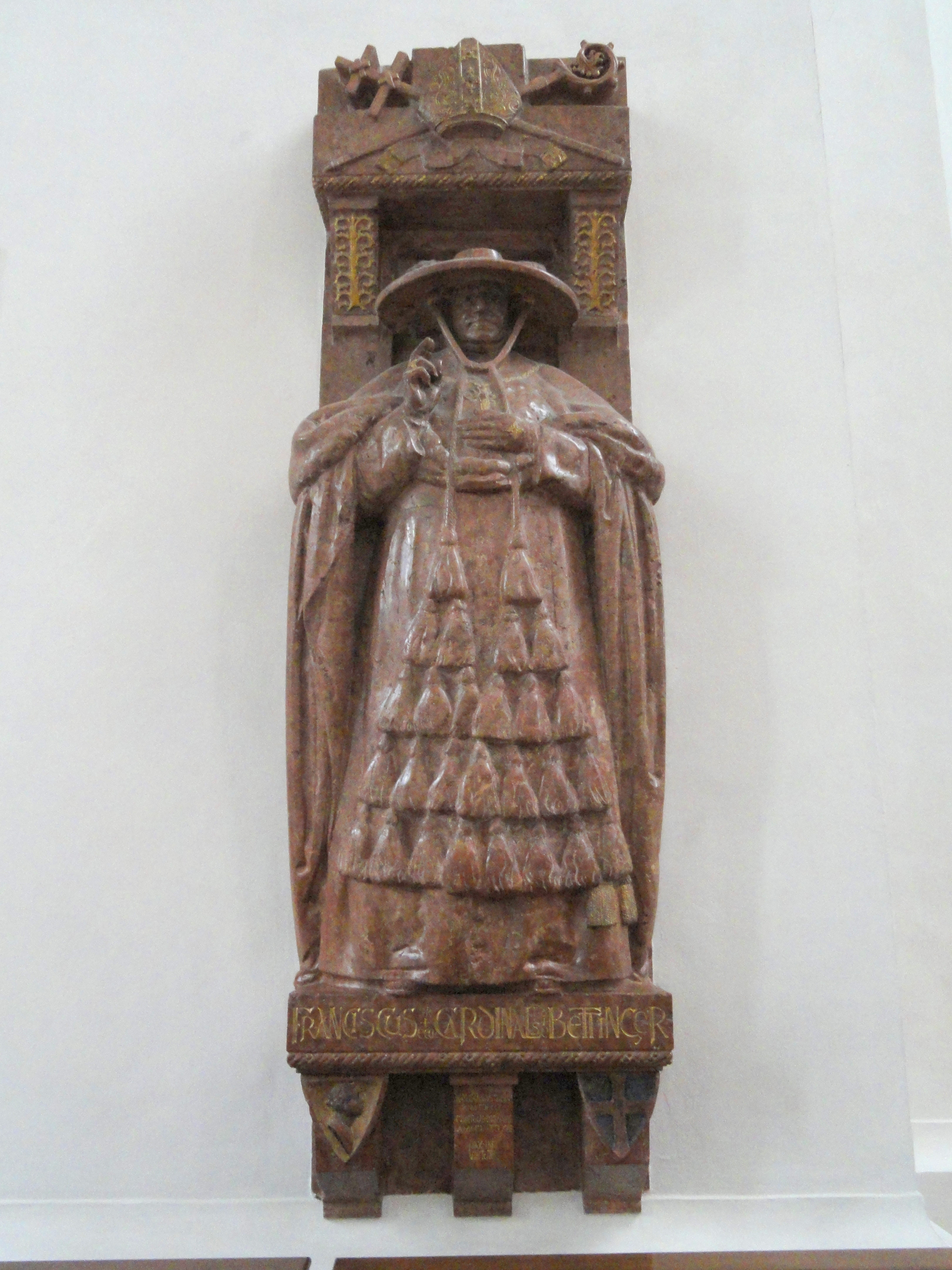
Grabdenkmal von Kardinal Bettinger, Frauenkirche (München)
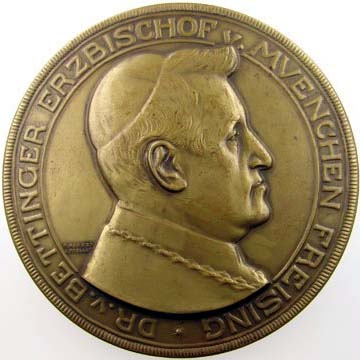
Medaille als Erinnerungsgeschenk zur Firmung
Kardinal Bettinger bei einem Lazarettbesuch mit seinem Neffen, um 1916